# Browar Niemodlin
Browar Niemodlin – browar w Niemodlinie działający w latach 1884–2002.

## Historia
Browar w Niemodlinie został założony w 1884 roku przez Richarda Ferdinanda. Początkowo działał pod nazwą Brauerei Falkenberg, później – Richard Ferdinand Brauerei. Po II wojnie światowej zakład znacjonalizowano. Produkcję pod zarządem państwowym rozpoczęto w 1946 roku. Do 1951 roku browar wchodził w skład CZPRF w Zabrzu. W latach 1951–1969 wraz z browarem w Brzegu był częścią Brzeskich Zakładów Piwowarsko-Słodowniczych. W 1970 roku browar w Niemodlinie wszedł w skład Opolskich Zakładów Piwowarsko-Słodowniczych, które w 1975 roku zmieniły nazwę na Zakłady Piwowarskie w Głubczycach.
W latach dziewięćdziesiątych XX wieku właścicielem browaru została spółka akcyjna Zakłady Piwowarskie Głubczyce S.A. Browar zamknięto w 2002 roku. Powodem wstrzymania produkcji piwa w Niemodlinie były względy ochrony środowiska.
W grudniu 2015 roku całkowicie wyburzono budynki browaru, pozostawiając jedynie obiekt, w którym mieściły się mieszkania zakładowe.